# 新玉观音
《新玉观音》（英語：Goddess of Mercy）是中国大陆爱情剧，导演田有良，主演高云翔、饶敏莉、莫小棋、安志杰、刘佩琦。是江苏卫视独家购入海岩三部曲(《永不瞑目》《玉观音》《拿什么拯救你我的爱人》)，改编2003年版。

## 剧情
该剧讲述杨瑞、安心、钟宁、毛杰等青年之间“爱情”和“涉毒案”的故事。

## 演出
| 演员   | 角色       | 备注                           |
| 高云翔 | 杨瑞       |                                |
| 饶敏丽 | 安心       |                                |
| 莫小棋 | 钟宁       |                                |
| 安志杰 | 毛杰       |                                |
| 赵丽颖 | 阿静       |                                |
| 刘佩琦 | 安心的父亲 |                                |
| 茹萍   | 安心的母亲 |                                |
| 午马   | 钱三       |                                |
| 张光北 | 钟国庆     | 在2003版《玉观音》中饰演边晓军 |
| 王诗槐 | 杨瑞的父亲 |                                |

## 制作
江苏卫视花费巨资翻拍该剧。

## 争议
该剧对原著小说进行了大幅改编，删除了三位主角安心、杨瑞、毛杰的用情不专等缺点：删除了安心的已故丈夫张铁军，将安心的孩子小哈（原著小熊）由其和毛杰的私生子改为其抚养的烈士遗孤；删除了杨瑞在追求安心期间与钟宁正在进行的双向恋爱关系；毛杰也由贩毒之家的参与者改为对家族犯罪一无所知的纯良青年；增加了深爱毛杰的阿静一角。
原著的悲剧结尾也相应地被改成了喜剧：原著中小熊被毛杰杀害，安心因此心怀负疚出走并假死去当卧底警察，只剩杨瑞在家等她回来。而本剧中原著后期毛杰的反派戏份都被加到毛放身上，最后毛杰为救杨瑞而死，全体警员向毛杰的墓碑敬礼；杨瑞和钟宁捐弃前嫌；小哈也最终幸存，和杨瑞、安心大团圆地生活在一起。

## 节目变迁
| 中国大陆 江苏卫视        | 中国大陆 江苏卫视              | 中国大陆 江苏卫视 |
| ------------------------ | ------------------------------ | ----------------- |
|                          | 新玉观音 （2011年4月23日—5月） |                   |
| 新拿什么拯救你，我的爱人 | —                              |                   |